# Coro de la catedral de Toledo

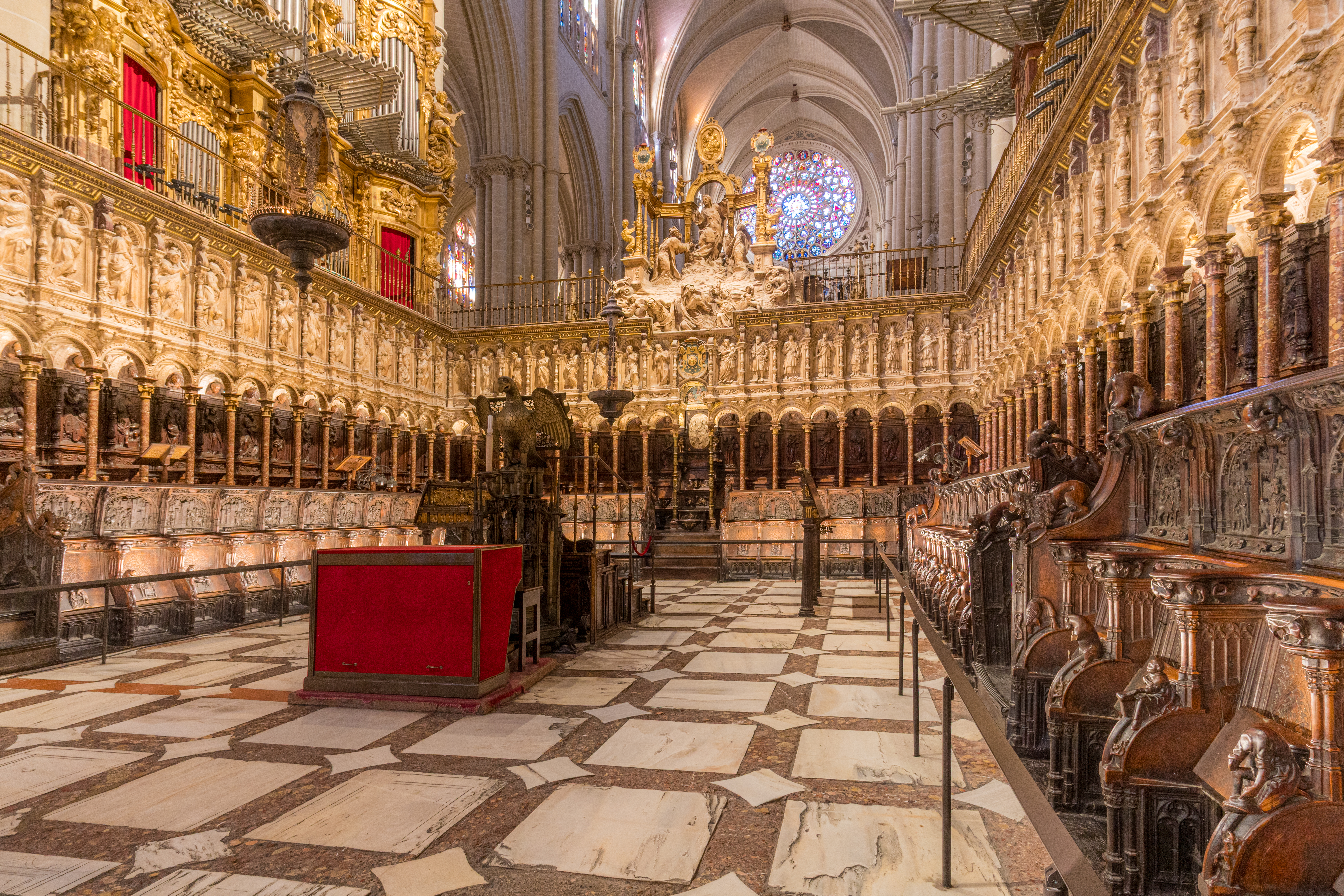
Vista del coro de la catedral.

El Coro de la catedral de Toledo (España) está situado en la nave central de la catedral, frente al presbiterio y separado de éste por la nave del crucero. Longitudinalmente abarca el espacio de dos tramos.
Lo más importante dentro de este espacio son sus sillerías, la alta y la baja. La sillería alta tiene más mérito artístico y fue elaborada por dos grandes escultores: Felipe de Borgoña (llamado también Felipe Vigarny) y Alonso Berruguete.

## Coro bajo

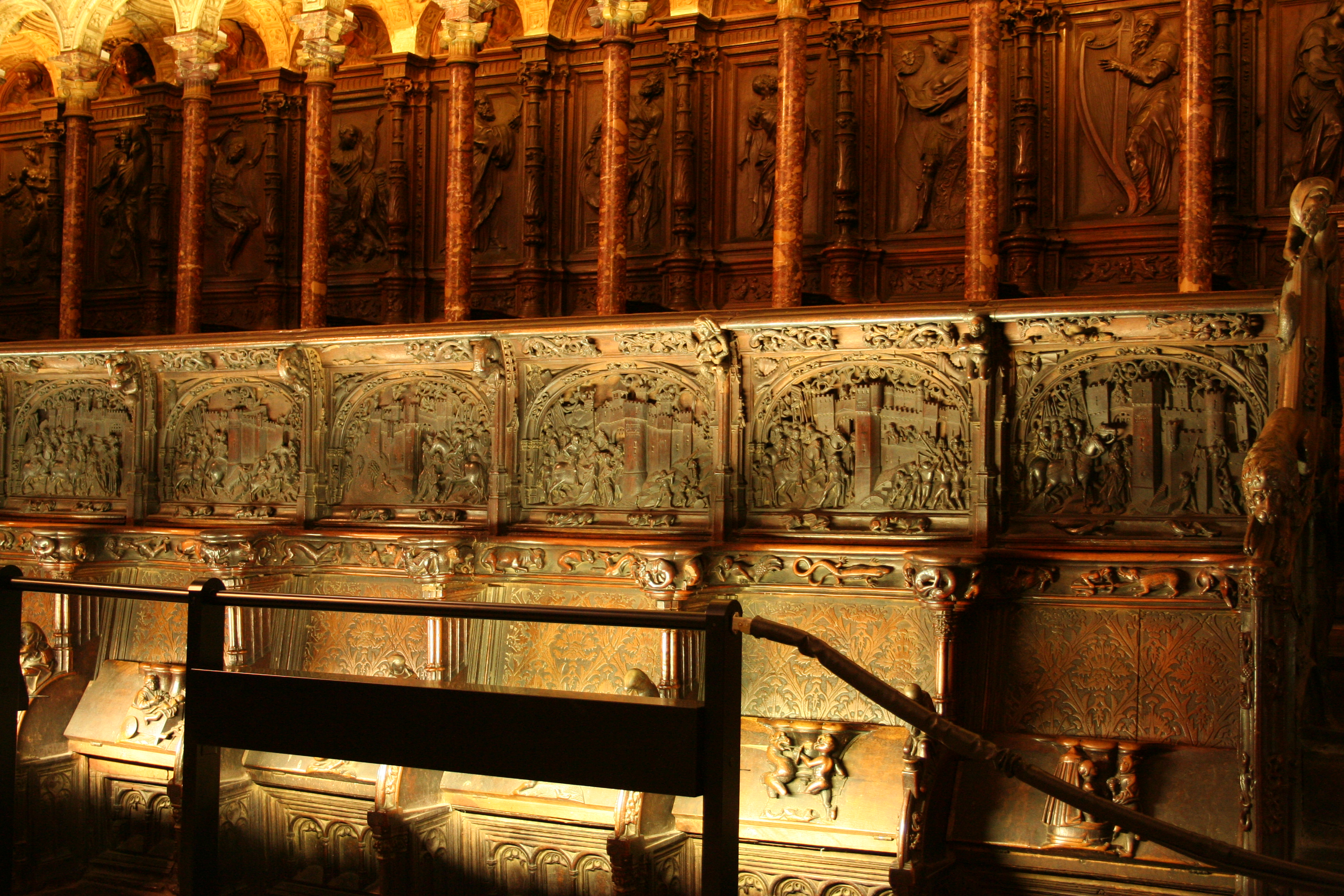
Sillería del coro

En la sillería del coro bajo se sentaban los prebendos (los que tenían rentas por ser canónigos) y los racioneros (prebendo que tenía ración en una iglesia catedral).
El coro bajo conserva su fábrica original, obra correspondiente al último gótico entre 1495 y 1498 cuyo autor fue Rodrigo Alemán, autor genial de otros coros, como los de Ciudad Rodrigo en Salamanca y de Plasencia. En esta sillería el autor plasmó con gran arte escenas de la conquista de Granada por los Reyes Católicos. Los mejores tableros son los que presentan la campaña de los Reyes Católicos y la toma de las distintas ciudades. Puede verse además toda clase de gentes de armas, castillos, lanzas, caballos, etc. Las misericordias están ilustradas con los mismos temas igual que los respaldos. Sin duda esta obra fue muy valorada en todos los tiempos por lo que nunca hubo una propuesta de cambio como ocurrió con el coro alto.

## Coro alto
En el coro alto se situaban el Cabildo (que era muy numeroso) más los beneficiados además de los caballeros de las órdenes y las autoridades invitadas, hasta llenar en las grandes solemnidades un total de 140 sitiales. Así era la liturgia de aquellos tiempos.
La primera sillería era mezquina por lo que el cardenal Tavera promovió en 1533 un concurso para presentar las trazas correspondientes de acuerdo con un modelo que facilitó la propia catedral. En 1539 ya está decidido dar la obra a los dos grandes artistas Vigarny y Berruguete que se comprometen a terminarla en tres años, como así fue. Para comenzar este trabajo se trajeron materiales de boj, nogal, mármol de Espeja en la provincia de Soria y alabastro de Cogolludo en la provincia de Guadalajara y de Aleas perteneciente a la villa de Veleña.
Los sitiales están ubicados en una construcción arquitectónica verdaderamente original y artística. Su disposición está formada por dos cuerpos de arquitectura que presentan 71 arcos apoyados en 72 columnas de mármol rojo, en cuyos espacios se empotran las sillas que a su vez están limitadas entre sí por columnas de jaspe, entre respaldo y respaldo. En las hornacinas se ven esculturas de alabastro cuyo tema es el mismo de los tableros de madera de las sillas. Esta arquería renacentista debe su traza y proyecto al arquitecto Alonso de Covarrubias, maestro mayor de la catedral. En los extremos del coro y mirando a la reja pueden verse dos inscripciones latinas que dicen: Celebrando la terminación de la sillería en 1543 y Tallaron estas labores, así las de mármoles como las de madera, en este lado Felipe de Borgoña y en el opuesto el español Berruguete. Se refería al lado del Evangelio (Vigarny) y el lado de la Epístola (Berruguete).

### El trabajo de Bigarny
En 1538 el Cabildo encargó al escultor Felipe Bigarny la composición de una silla acorde con un modelo que le fue enviado. Se cree que esa primera silla fue la de Santa Catalina que muestra la firma Philippi opus.
La obra de Vigarny refleja un sabio conocimiento del nuevo estilo del Renacimiento. Es una obra muy clásica y de gran belleza. Según va avanzando la labor del escultor se va apreciando poco a poco en sus relieves la influencia de lo mejor que el arte español presentaba en aquel siglo y la influencia de Berruguete. El modelado llega a tener un especial movimiento y una gran expresividad.
Vigarny trabajó en este coro con la ayuda de su hijo mayor, el gran tallista Gregorio Pardo y de Esteban Jamete  Uno de los mejores relieves que hizo Vigarny fue el retrato de perfil del Cardenal Cisneros que actualmente se encuentra en la Universidad de Madrid. Se hicieron varias copias una de las cuales está en el museo Lázaro Galdiano.
El cuerpo superior compuesto por las figuras de alabastro y correspondiente al lado del Evangelio fue también realizado por este escultor.

### El trabajo de Berruguete
Alonso Berruguete se encargó de labrar toda la sillería situada en el lado de la Epístola más la silla episcopal que en un principio le fue encargada a Vigarny pero que le alcanzó la muerte antes de empezar a trabajarla. También fue el autor del cuerpo superior con figuras en alabastro, figuras de profetas y otros personajes metidos en nichos de veneras, entre columnas, que apenas sobresalen. En este trabajo le ayudaron los artistas Francisco Giralte, Inocencio Berro y Pedro de Frías entre otros. También tuvo como ayudante general de toda la obra en diversos aspectos al canónigo erudito Diego López de Ayala, traductor de las obras de Bocaccio y Jacopo Sannazaro, admirador de Berruguete, a quien animó y brindó una gran amistad.
Las tablas para la sillería fueron trabajadas en madera de nogal; en este trabajo le ayudaron los grandes escultores Giralte y Villoldo; su participación fue realmente importante, sobre todo en la parte decorativa. Los críticos de arte hablan de esta obra como la más bella del escultor castellano, donde el genio del artista puede haber alcanzado la perfección. Se advierte un virtuosismo especial en los plegados de los paños con dobleces sinuosos. En los rostros de los personajes hay una expresión psicológica de los sentimientos de cada uno a modo de simbolismo. Esto hace que se les reconozca al instante. La figura de Eva es quizás la más representativa, carnal y bella, plenamente renacentista. En el trabajo de las tallas Berruguete tiene la gran habilidad de saber jugar con el claroscuro, valiéndose de esta técnica para realizar bellos efectos que aportan aún más calidad al conjunto. Todo él demuestra un arte religioso que no desdeña la antigüedad clásica ni los conceptos renacentistas.

## Otros elementos dentro del coro

### Proyecto de dos pequeñas tribunas
Entre los papeles encontrados en los archivos de la catedral relacionados con la obra del coro se encontró una escritura con el título de Contratación de las tribunillas en el año 1545, que comienza así:

« En la ciudad de toledo a veynte e dos dias del mes de hebrero de myll y quiºs y quarenta e cinco años... los magc°s e muy R.dos Señores don diego lopez de ayala vicario... y el canonigo pedro navarro visitador... se tomo asiento e concierto con alonso de berrugete vezino de la villa de Valljd sobre Razon de hazer y labrar dos tribunillas de piedra de marmol de la cantera de carrara qs en las partes de lebante las quales dhas tribunjllas han de ser arrimadas a los dos pilares torales... con las condizioncs siguientes»

Las dichas tribunas no llegaron a ejecutarse nunca, aunque sí se sabe que Berruguete estuvo muy diligente para hacer los dibujos y trazas correspondientes, empleando tiempo y material así como continuos viajes desde Valladolid a Toledo. Pero la obra no se llevó a cabo y no se conoce la causa. Se sabe por los documentos encontrados que Berruguete pidió al Cabildo 1000 ducados como indemnización comenzando así un nuevo pleito cuya sentencia no alcanzó a ver pues murió antes del proceso. No se conservan las piezas del litigio pero sí múltiples referencias al mismo en documentos firmados por su viuda y por su hijo mayor Alonso Berruguete Pereda, heredero de todos los bienes de su padre. Se conserva la escritura de Berruguete Pereda fechada en Toledo el 6 de abril de 1563 en que pide al Cabildo (en calidad de sucesor de los bienes del escultor vinculados por vía de mayorazgo) le sea retribuida la deuda contraída con su padre por aquellos bocetos de las tribunillas y rebajando la deuda a 430 ducados en lugar de los 1000 que pedía el escultor. El Cabildo aprobó la escritura y extendió un recibo con dicha cantidad que firmó Berruguete Pereda el 19 de abril de 1563. Ambos documentos se conservan.

### Grupo de la Transfiguración
Es una gran obra de Berruguete trabajada en alabastro y terminada en 1548 y que se encuentra encima de la silla arzobispal. En su estilo se adelanta en más de un siglo a las formas barrocas con las que triunfaría Bernini en Roma.
El grupo escultórico con la escena de la Transfiguración de Jesucristo está concebido con profundidad, algo muy novedoso para la época y con una disposición escenográfica propia del barroco venidero. Lo mejor del conjunto son los tres apóstoles que recuerdan el buen hacer de los escultores helenísticos. Se considera obra maestra del conjunto la figura del Padre Eterno incluido en un medallón con un fondo dorado cuya cabeza parece estar en movimiento; está acompañada en los ángulos por pequeñas figuras de los Evangelistas con poco relieve. Los animales representados se muestran con atrevido expresionismo. Las figuras principales están esculpidas en bulto redondo de manera que la luz puede deslizarse entre ellas dando así un resultado efectista poco conocido hasta el momento. A los lados del grupo están los escudos del cardenal Silíceo. Nicolás de Vergara añadió a los lados dos imágenes en hornacinas clásicas que representan la Inocencia y el Pecado.
Hasta hace relativamente poco tiempo se creía que este grupo escultórico estaba hecho de una sola pieza, tal es su perfección. Con las técnicas modernas se ha podido ver que no es así aunque está construido con el menor número de piezas posible.

#### Contratación y tasación de la obra
El 19 de febrero de 1543, el cardenal Tavera y Berruguete firmaron en Madrid un asiento de contratación cuyo comienzo es:

«…. yo gomez de madrid notario publico. doy fee como en la villa de Madrid a diez y nueve días del mes de hebrero de mjll y quinientos y quarenta y tres años por mandado del Ill.m° y R.m° s.or don Juan tauera car.l y arçobpõ de toledo y mi señor se tomo asiento con Alonso Berruguete vezino de la villa de Valljd para hazer el Remate de la obra de la silla arçobispal del coro de la Santa ygliã de toledo con las condiciones y en la forma y manera siguiente »[...]

Llamaron a valorar la obra a Jerónimo Quijano, escultor y arquitecto renacentista que trabajó en la catedral de Murcia entre otras y que se desplazó desde Murcia y a Juan de Juni que llegó desde Valladolid. Quijano la tasó en 2.231 ducados y Juni en 4.640 ducados. En vista de la diferencia de criterios echaron mano de una práctica establecida para casos semejantes que era acudir a un tercero en discordia que en este caso fue Pedro Machuca, pintor y arquitecto que trabajó en el Palacio de Carlos V de Granada y que acudió desde esta ciudad. Machuca tasó el trabajo en 3.980 ducados, cifra que estaba más cerca del valor dado por Juni, aunque en ella no incluyó los gastos de viajes como había hecho aquel. Fue la cifra que finalmente aprobó el Cabildo.

### Atriles y facistol
Los dos atriles son importantes obras de arte. Fabricados en bronce y en estilo dórico fueron cincelados por Nicolás de Vergara el Viejo ayudado por su hijo Nicolás de Vergara el Mozo. Están sostenidos por tres columnas dóricas (cada uno). Los relieves repujados representan pasajes del Antiguo y Nuevo Testamento. La obra se terminó en 1570. Ambos artistas tuvieron problemas económicos con el Cabildo que al parecer pretendía pagar menos de lo estipulado; se conservan los legajos de este contencioso que terminó favorablemente para los escultores.
El facistol del centro está formado por un soporte de arquitectura gótica de finales del siglo XV, que sostiene un águila de bronce con las alas extendidas, que fue fundida en 1664 por Vicente Salinas.

### Altar de prima

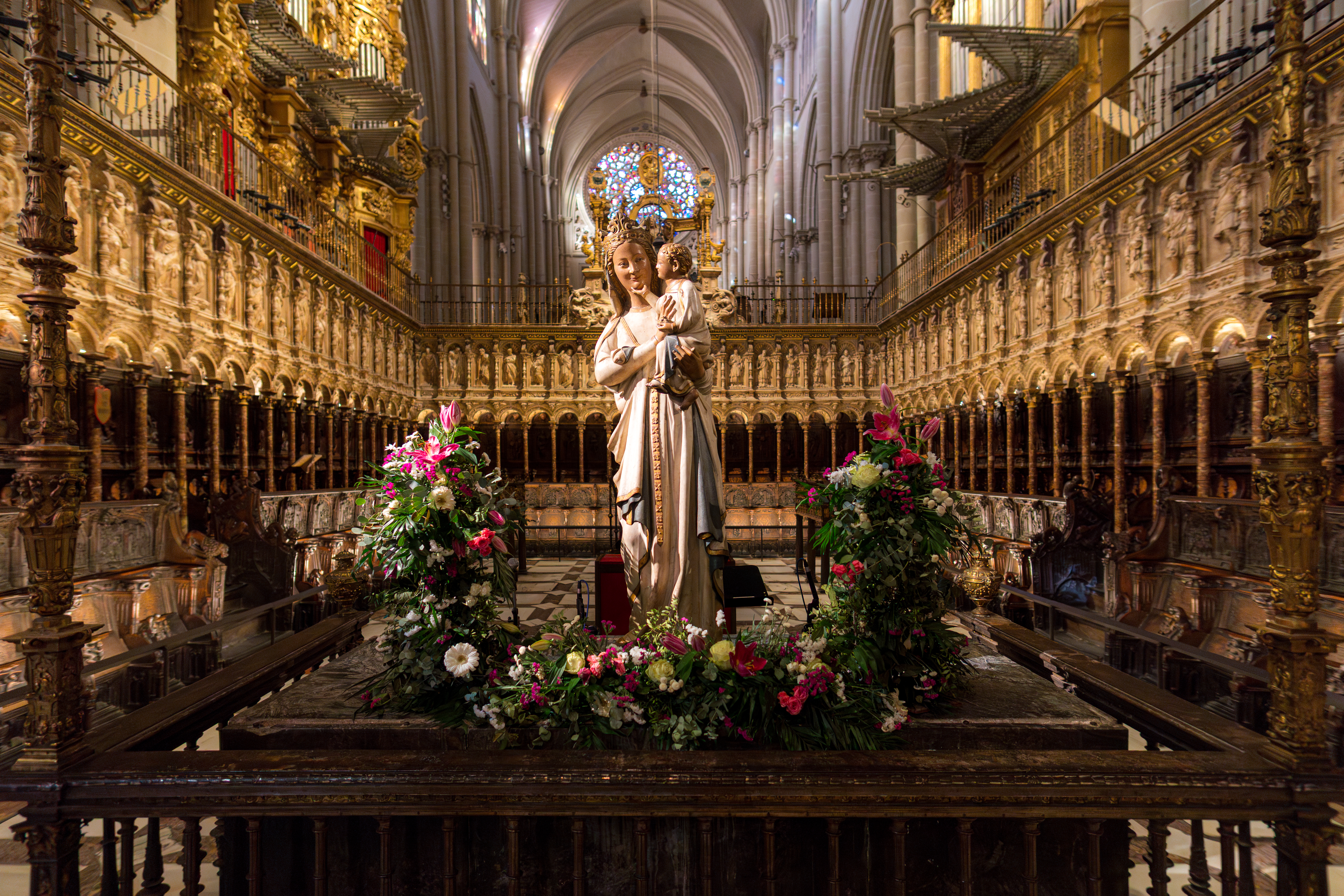
Talla de la Virgen en el Coro.

Llamado así porque en él se decían las llamadas misas de prima; dicha misa era la primera que se celebraba después de esta hora canónica (primera hora después de salir el sol, aproximadamente las 6 de la mañana). Sobre este altar se encuentra la imagen de una Virgen, en mármol blanco, francesa, conocida como Virgen Blanca. El altar está rodeado por una balaustrada de hierro y bronce, obra de Villalpando.

### Órganos
Dos monumentales órganos están ubicados sobre la tribuna del coro. El más antiguo es el del lado de la Epístola llamado también órgano del Coro del Arzobispo. Tiene una caja de estilo churrigueresco cuyo autor es el escultor Germán López. Se terminó de construir en 1758 en tiempos del cardenal Conde de Teba. El ingenio musical es del famoso organero eibarrés afincado en Madrid, Pedro de Liborna Echevarria.
El otro órgano más moderno, neoclásico con escultura de Mariano Salvatierra está colocado frontero al anterior. Es conocido como órgano del Coro del Deán. Se terminó de construir en 1794. Tiene como complemento musical dos carrillones o ruedas de campanillas de forja gótica del siglo XV.

## Exterior del recinto del coro

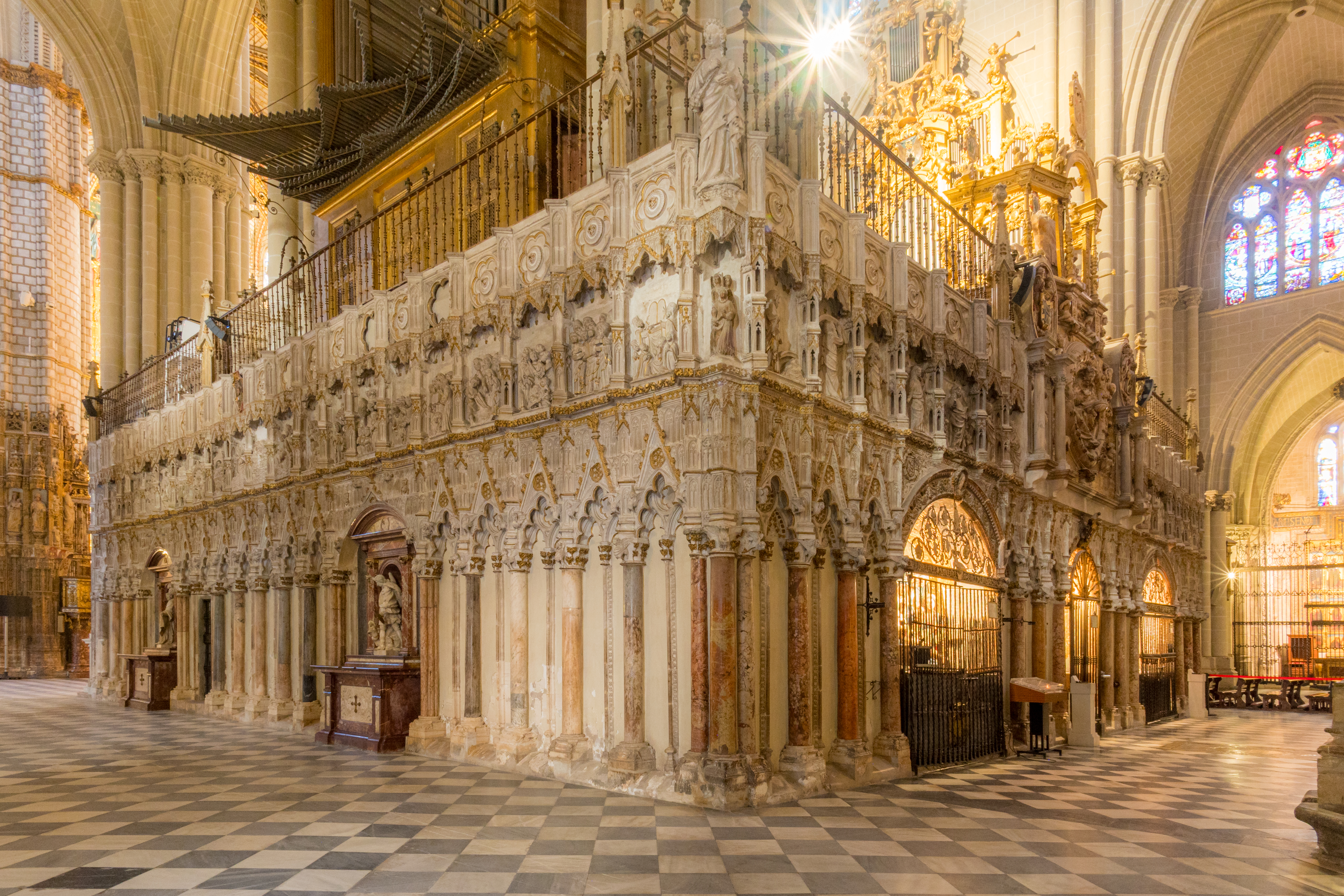
Retrocoro.

El coro se cierra exteriormente con una arquitectura gótica trabajada por Juan Guas y Martín Sánchez Bonifacio (siglo XV). De los demás artistas que trabajaron en el origen de esta obra de exteriores se sabe poco. Se comenzó en tiempos del arzobispo Pedro Tenorio, entre 1376 y 1399.
La arquitectura de estos frentes se articula sobre una arquería gótica de arcos polilobulados que se apoyan en columnas de mármol. Sobre estas columnas descansan unos pilares góticos que separan los pequeños tramos en que está dividido todo el entramado arquitectónico. En el segundo piso se representan escenas de historia sagrada rematadas con doseletes. En el tercer piso el friso está decorado con rosáceas. Sobre este friso había en origen unos pináculos góticos que servían de remate. Actualmente quedan algunos pero el resto está completado por una barandilla de hierro forjado que sirve como tribuna del coro.
En el trascoro y sus laterales se incrustaron tres capillas, en el centro la de la Virgen de la Estrella, a la derecha Santa Catalina y a la izquierda la del Cristo Tendido.

### Otros altares
En los paños laterales del coro, en el exterior hay cuatro altares jónicos de mármol con imágenes de Mariano Salvatierra, terminados en 1792. en el lado de la Epístola están los santos titulares María Magdalena y Santa Isabel de Hungría y en el lado del Evangelio, San Miguel Arcángel y San Esteban.